# Інертний матеріал
Інертний матеріал — матеріал, який не бере участі у хімічному та ін. процесі.
Наприклад, при вибухових роботах І.м. використовують як забивку — для забезпечення «замикання» заряду ВР: пісок, глина, відходи дроблення гірських порід, вода.
Дотичний термін: ІНЕРТНИЙ (рос. инертный, англ. inert, нім. inert, inaktiv) — бездіяльний, нерухомий.